# Ponte di Normandia
Il ponte di Normandia (pont de Normandie in francese), completato nel 1995, collega l'Alta Normandia, dipartimento della Senna Marittima, alla Bassa Normandia, dipartimento del Calvados, scavalcando il fiume Senna a 59 metri d'altezza.
Opera di Michel Virlogeux e Bertrand Deroubaix, quando fu realizzato era il ponte strallato con la maggiore luce libera nel mondo (850 m) ed è tuttora (per la campata centrale) il più grande ponte strallato in Europa.